# Witzeeze
Witzeeze este o comună din landul Schleswig-Holstein, Germania.